# سانتا فلاویا
سانتا فلاویا (به ایتالیایی: Santa Flavia) یک کومونه در ایتالیا است که در استان پالرمو واقع شده‌است.

## خصوصیات
سانتا فلاویا ۱۴ کیلومترمربع مساحت و ۱۰٬۹۵۷ نفر جمعیت دارد و ۵۵ متر بالاتر از سطح دریا واقع شده‌است.